# Tramlijn 15 (Rotterdam)
Tramlijn 15 is een voormalige tramlijn in Rotterdam.

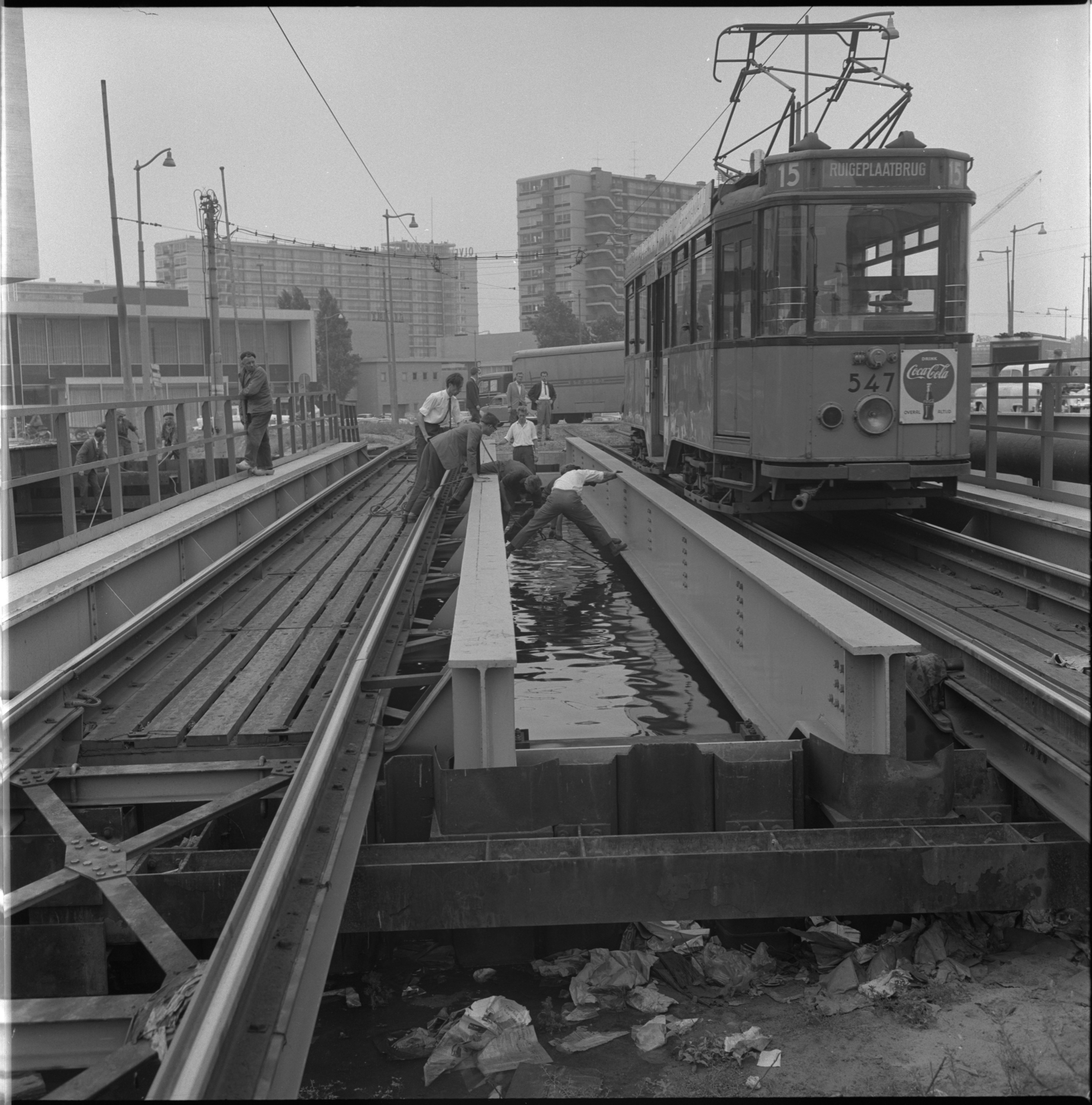
Vierasser 547 op lijn 15 op Ruigeplaatsbrug in 1963

De eerste lijn 15 bereed de route Mathenesserbrug - Goudsesingel en werd ingesteld op 22 oktober 1923. Twee maanden later werd de lijn verlengd naar het P.C. Hooftplein en nog een jaar later naar de Spartastraat. Dat jaar werd de lijn ook aan de andere kant verlengd, naar de Zaagmolenbrug, later naar de Paradijslaan en nog later dat jaar naar de Rusthoflaan. In 1934 kwam eindpunt Spangen te vervallen, omdat lijn 15 via de 's Gravendijkwal en de Westzeedijk naar de Ruigeplaatbrug ging rijden. Op 1 juli 1936 werd de lijn aan de oostelijke kant verlengd naar de Oudedijk/Avenue Concordia maar op 1 september 1937 werd dit weer ongedaan gemaakt en reed lijn 15 weer naar Crooswijk.
Op 12 mei 1965 werd lijn 15 verlengd naar het Hudsonplein.
De route was nu Rusthoflaan – Kerkhoflaan - Linker Rottekade – Jonker Fransstraat – Goudsesingel – Pompenburg – Hofplein – Weena – Stationsplein – Kruisplein – Westkruiskade – Eerste Middellandstraat – Claes de Vrieselaan – G.J. de Jonghweg - Parksluizen - (Puntegaalstraat -)Westzeedijk – Ruigeplaatbrug – Hudsonplein. Het eindpunt aan de Rusthoflaan werd vanaf de Linker Rottekade bereikt via de Paradijslaan. Het spoor in de Puntegaalstraat werd (en wordt tegenwoordig door lijn 8) bereden als de 2e Coolhavenbrug niet openstond voor het doorlaten van schepen. Als de 2e Coolhavenbrug openstond, werd over 1e Parksluizenbrug gereden waardoor lijn 15 meteen op de Westzeedijk kwam.
Op 8 mei 1967 werd het lijngedeelte Crooswijk – Centraal Station opgeheven en vervangen door bus 38. De overblijvende westelijke tak naar het Hudsonplein werd tijdelijk gekoppeld aan de overgebleven oostelijke tak van lijn 1 naar de Honingerdijk waarbij het lijnnummer 1 verviel. Op 2 september 1967 werd ter vervanging van de ringlijn 4A/4B een nieuwe lijn 1 en 8 ingesteld waarbij lijn 1 het traject naar de Honingerdijk weer overnam. Lijn 15 reed alleen nog tussen Centraal Station en Hudsonplein. Op 8 juni 1968 werden lijn 15 en 22 opgenomen in een nieuwe  lijn 9 tussen Hudsonplein, de achterzijde van het Centraal Station en Kralingen.
Lijn 15 werd wel haventram genoemd omdat er veel vervoer van havenarbeiders naar de havens in de buurt van de Ruigeplaat(brug) en het pontje aldaar naar de Rotterdamsche Droogdok Maatschappij, die aan de andere kant van de Nieuwe Maas op Heijplaat  was gevestigd.
In de jaren tachtig en negentig werd het lijnnummer 15 gebruikt voor versterkingsritten van lijn 5.